# 20482 Дастінші
20482 Дастінші (20482 Dustinshea) — астероїд головного поясу, відкритий 14 липня 1999 року.
Тіссеранів параметр щодо Юпітера — 3,480.